# عماسا ليمان
عماسا ليمان هو سياسي أمريكي، ولد في 30 مارس 1813، وتوفي في 4 فبراير 1877.